# Badminton-Seniorenweltmeisterschaft 2023 O75
Die Badminton-Seniorenweltmeisterschaft 2023 fand vom 11. bis zum 17. September 2023 in Jeonju statt. Folgend die Ergebnisse der Altersklasse O75.

## Sieger und Platzierte
| Disziplin    | Gold                         | Silber                           | Bronze                                 |
| ------------ | ---------------------------- | -------------------------------- | -------------------------------------- |
| Herreneinzel | Carl-Johan Nybergh           | Jim Garrett                      | Agus Husin                             |
| Herreneinzel | Carl-Johan Nybergh           | Jim Garrett                      | Per Dabelsteen                         |
| Dameneinzel  | Mary Jenner                  | Elvira Richter                   | Gowramma Veeralinga                    |
| Dameneinzel  | Mary Jenner                  | Elvira Richter                   | Irene Sterlie                          |
| Herrendoppel | Michael John Cox Jim Garrett | Masaki Furuhashi Hiroshi Yoshida | Pramot Khaosamang Apirat Siwapornpitak |
| Herrendoppel | Michael John Cox Jim Garrett | Masaki Furuhashi Hiroshi Yoshida | Per Dabelsteen Pirachitra Surakkhaka   |
| Damendoppel  | Linda Coombes Jan Hewett     | Elvira Richter Irene Sterlie     | Hiromi Ayama Setsuko Yano              |
| Mixed        | Jim Garrett Mary Jenner      | Ian Brothers Jan Hewett          | Per Dabelsteen Irene Sterlie           |
| Mixed        | Jim Garrett Mary Jenner      | Ian Brothers Jan Hewett          | Kenneth Tantum Sue Awcock              |

## Herreneinzel

### Setzliste
1. Pirachitra Surakkhaka (2. Runde)
2. Per Dabelsteen (Bronze)
3. Matthias Kiefer (2. Runde)
4. Carl-Johan Nybergh (Gold)

### Ergebnisse
|  | 2. Runde | 2. Runde       | 2. Runde | 2. Runde | 2. Runde |  |  | Viertelfinale | Viertelfinale  | Viertelfinale | Viertelfinale | Viertelfinale |  |     | Halbfinale         | Halbfinale | Halbfinale | Halbfinale | Halbfinale |  |  | Finale | Finale | Finale | Finale | Finale |
|  |          |                |          |          |          |  |  |               |                |               |               |               |  |     |                    |            |            |            |            |  |  |        |        |        |        |        |
|  | 1        | P Surakkhaka   | 13       | 14       |          |  |  |               |                |               |               |               |  |     |                    |            |            |            |            |  |  |        |        |        |        |        |
|  |          | J P Ramappa    | 21       | 21       |          |  |  |               | J P Ramappa    | 11            | 11            |               |  |     |                    |            |            |            |            |  |  |        |        |        |        |        |
|  |          | G Pflug        | 10       | 17       |          |  |  |               | A Husin        | 21            | 21            |               |  |     |                    |            |            |            |            |  |  |        |        |        |        |        |
|  |          | A Husin        | 21       | 21       |          |  |  |               |                |               |               |               |  |     | Agus Husin         | 5          | 17         |            |            |  |  |        |        |        |        |        |
|  | 3/4      | C-J Nybergh    | 21       | 18       | 21       |  |  |               |                |               |               |               |  | 3/4 | Carl-Johan Nybergh | 21         | 21         |            |            |  |  |        |        |        |        |        |
|  |          | P Chang        | 17       | 21       | 7        |  |  | 3/4           | C-J Nybergh    | 21            | 21            |               |  |     |                    |            |            |            |            |  |  |        |        |        |        |        |
|  |          | M Mandayam     | 21       | 20       | 21       |  |  |               | M Mandayam     | 7             | 8             |               |  |     |                    |            |            |            |            |  |  |        |        |        |        |        |
|  |          | Y Fuchida      | 17       | 21       | 7        |  |  |               |                |               |               |               |  |     | Carl-Johan Nybergh | 21         | 21         |            |            |  |  |        |        |        |        |        |
|  |          | J Garrett      | 21       | 21       |          |  |  |               |                |               |               |               |  |     | Jim Garrett        | 18         | 19         |            |            |  |  |        |        |        |        |        |
|  |          | P Khaosamang   | 13       | 14       |          |  |  |               | J Garrett      | 21            | 15            | 21            |  |     |                    |            |            |            |            |  |  |        |        |        |        |        |
|  |          | A Hirota       | 21       | 21       |          |  |  |               | A Hirota       | 19            | 21            | 13            |  |     |                    |            |            |            |            |  |  |        |        |        |        |        |
|  | 3/4      | M Kiefer       | 3        | 5        |          |  |  |               |                |               |               |               |  |     | Jim Garrett        | 23         | 21         |            |            |  |  |        |        |        |        |        |
|  |          | A Lourdes      | 12       | 13       |          |  |  |               |                |               |               |               |  | 2   | Per Dabelsteen     | 21         | 16         |            |            |  |  |        |        |        |        |        |
|  |          | S Chintanaseri | 21       | 21       |          |  |  |               | S Chintanaseri | 19            | 8             |               |  |     |                    |            |            |            |            |  |  |        |        |        |        |        |
|  |          | R L Maroo      | 2        | 4        |          |  |  | 2             | P Dabelsteen   | 21            | 21            |               |  |     |                    |            |            |            |            |  |  |        |        |        |        |        |
|  | 2        | P Dabelsteen   | 21       | 21       |          |  |  |               |                |               |               |               |  |     |                    |            |            |            |            |  |  |        |        |        |        |        |

## Dameneinzel

### Setzliste
1. Mary Jenner (Gold)
2. Elvira Richter (Silber)

### Gruppenphase

#### Gruppe A
| Platz | Team                     | Pld | W | L | MF | MA | MD | GF | GA | GD | PF | PA | PD  | Qualifikation |
| ----- | ------------------------ | --- | - | - | -- | -- | -- | -- | -- | -- | -- | -- | --- | ------------- |
| 1     | Mary Jenner              | 2   | 2 | 0 | 0  | 0  | 0  | 4  | 0  | +4 | 86 | 42 | +44 |               |
| 2     | Irene Sterlie            | 2   | 1 | 1 | 0  | 0  | 0  | 2  | 2  | 0  | 78 | 63 | +15 |               |
| 3     | Sarada Devi Vedurlapalli | 2   | 0 | 2 | 0  | 0  | 0  | 0  | 4  | −4 | 25 | 84 | −59 |               |

| Datum         |                          | Score |                          | Game 1 | Game 2 | Game 3 | Venue                 |
| ------------- | ------------------------ | ----- | ------------------------ | ------ | ------ | ------ | --------------------- |
| 11. September | Mary Jenner              | 2–0   | Irene Sterlie            | 21–15  | 23–21  |        | Jeonju Indoor Stadium |
| 12. September | Sarada Devi Vedurlapalli | 0–2   | Irene Sterlie            | 07–21  | 12–21  |        | Hwasan Indoor Stadium |
| 13. September | Mary Jenner              | 2–0   | Sarada Devi Vedurlapalli | 21–04  | 21–02  |        | Hwasan Indoor Stadium |

#### Gruppe B
| Platz | Team                | Pld | W | L | MF | MA | MD | GF | GA | GD | PF  | PA | PD  | Qualifikation |
| ----- | ------------------- | --- | - | - | -- | -- | -- | -- | -- | -- | --- | -- | --- | ------------- |
| 1     | Elvira Richter      | 2   | 2 | 0 | 0  | 0  | 0  | 4  | 1  | +3 | 103 | 44 | +59 |               |
| 2     | Gowramma Veeralinga | 2   | 1 | 1 | 0  | 0  | 0  | 3  | 2  | +1 | 81  | 83 | −2  |               |
| 3     | Usha Sharma         | 2   | 0 | 2 | 0  | 0  | 0  | 0  | 4  | −4 | 27  | 84 | −57 |               |

| Datum         |                     | Score |                     | Game 1 | Game 2 | Game 3 | Venue                 |
| ------------- | ------------------- | ----- | ------------------- | ------ | ------ | ------ | --------------------- |
| 11. September | Elvira Richter      | 2–0   | Usha Sharma         | 21–02  | 21–03  |        | Jeonju Indoor Stadium |
| 12. September | Gowramma Veeralinga | 2–0   | Usha Sharma         | 21–11  | 21–11  |        | Hwasan Indoor Stadium |
| 13. September | Elvira Richter      | 2–1   | Gowramma Veeralinga | 21–10  | 19–21  | 21–08  | Hwasan Indoor Stadium |

### Endrunde
|  | Halbfinale | Halbfinale          | Halbfinale | Halbfinale | Halbfinale |  |  | Finale | Finale         | Finale | Finale | Finale |
|  |            |                     |            |            |            |  |  |        |                |        |        |        |
|  |            |                     |            |            |            |  |  |        |                |        |        |        |
|  | 1          | Mary Jenner         | 21         | 21         |            |  |  |        |                |        |        |        |
|  |            | Gowramma Veeralinga | 10         | 8          |            |  |  |        |                |        |        |        |
|  |            |                     |            |            |            |  |  | 1      | Mary Jenner    | 21     | 21     |        |
|  |            |                     |            |            |            |  |  | 2      | Elvira Richter | 14     | 18     |        |
|  |            | Irene Sterlie       | 16         | 20         |            |  |  |        |                |        |        |        |
|  | 2          | Elvira Richter      | 21         | 22         |            |  |  |        |                |        |        |        |
|  |            |                     |            |            |            |  |  |        |                |        |        |        |

## Herrendoppel

### Setzliste
1. Ian Brothers / Kenneth Tantum (Viertelfinale)
2. Per Dabelsteen /  Pirachitra Surakkhaka (Bronze)
3. Matthias Kiefer / Gerd Pflug (Gruppenphase)
4. Akira Hirota / Shinjiro Matsuda (Viertelfinale)

### Gruppenphase

#### Gruppe A
| Platz | Team                                   | Pld | W | L | MF | MA | MD | GF | GA | GD | PF  | PA | PD  | Qualifikation |
| ----- | -------------------------------------- | --- | - | - | -- | -- | -- | -- | -- | -- | --- | -- | --- | ------------- |
| 1     | Pramot Khaosamang Apirat Siwapornpitak | 2   | 2 | 0 | 0  | 0  | 0  | 4  | 1  | +3 | 105 | 81 | +24 |               |
| 2     | Ian Brothers Kenneth Tantum            | 2   | 1 | 1 | 0  | 0  | 0  | 3  | 2  | +1 | 93  | 96 | −3  |               |
| 3     | Kwon Young-hyun Shin Dong-soo (H)      | 2   | 0 | 2 | 0  | 0  | 0  | 0  | 4  | −4 | 63  | 84 | −21 |               |

| Datum         |                                        | Score |                                        | Game 1 | Game 2 | Game 3 | Venue                 |
| ------------- | -------------------------------------- | ----- | -------------------------------------- | ------ | ------ | ------ | --------------------- |
| 11. September | Ian Brothers Kenneth Tantum            | 2–0   | Kwon Young-hyun Shin Dong-soo          | 21–17  | 21–06  |        | Jeonju Indoor Stadium |
| 12. September | Pramot Khaosamang Apirat Siwapornpitak | 2–0   | Kwon Young-hyun Shin Dong-soo          | 21–15  | 21–15  |        | Hwasan Indoor Stadium |
| 13. September | Ian Brothers Kenneth Tantum            | 1–2   | Pramot Khaosamang Apirat Siwapornpitak | 22–20  | 20–22  | 9–21   | Hwasan Indoor Stadium |

#### Gruppe B
| Platz | Team                                 | Pld | W | L | MF | MA | MD | GF | GA | GD | PF | PA | PD  | Qualifikation |
| ----- | ------------------------------------ | --- | - | - | -- | -- | -- | -- | -- | -- | -- | -- | --- | ------------- |
| 1     | Per Dabelsteen Pirachitra Surakkhaka | 1   | 1 | 0 | 0  | 0  | 0  | 2  | 0  | +2 | 42 | 23 | +19 |               |
| 2     | Peter Chang Anthony Lourdes          | 1   | 0 | 1 | 0  | 0  | 0  | 0  | 2  | −2 | 23 | 42 | −19 |               |
| 3     | Hong Sun-gi Sin Douk-gyun (H, Z)     | 0   | 0 | 0 | 0  | 0  | 0  | 0  | 0  | 0  | 0  | 0  | 0   |               |

| Datum         |                                      | Score |                             | Game 1   | Game 2   | Game 3   | Venue                 |
| ------------- | ------------------------------------ | ----- | --------------------------- | -------- | -------- | -------- | --------------------- |
| 11. September | Per Dabelsteen Pirachitra Surakkhaka | 2–0   | Peter Chang Anthony Lourdes | 21–13    | 21–10    |          | Jeonju Indoor Stadium |
| 13. September | Hong Sun-gi Sin Douk-gyun            | 2–1   | Peter Chang Anthony Lourdes | 15–21    | 21–12    | 23–21    | Hwasan Indoor Stadium |
| 14. September | Per Dabelsteen Pirachitra Surakkhaka | w/o   | Hong Sun-gi Sin Douk-gyun   | walkover | walkover | walkover | walkover              |

#### Gruppe C
| Platz | Team                                     | Pld | W | L | MF | MA | MD | GF | GA | GD | PF | PA | PD  | Qualifikation |
| ----- | ---------------------------------------- | --- | - | - | -- | -- | -- | -- | -- | -- | -- | -- | --- | ------------- |
| 1     | Masaki Furuhashi Hiroshi Yoshida         | 2   | 2 | 0 | 0  | 0  | 0  | 4  | 0  | +4 | 84 | 36 | +48 |               |
| 2     | Seri Chintanaseri Kaew Thuemoun          | 2   | 1 | 1 | 0  | 0  | 0  | 2  | 2  | 0  | 67 | 60 | +7  |               |
| 3     | Matthias Kiefer Gerd Pflug               | 2   | 0 | 2 | 0  | 0  | 0  | 0  | 4  | −4 | 29 | 84 | −55 |               |
| 4     | Kiran Babu Chekuru Ramanaiah Gungeti (Z) | 0   | 0 | 0 | 0  | 0  | 0  | 0  | 0  | 0  | 0  | 0  | 0   |               |

| Datum         |                                 | Score |                                  | Game 1 | Game 2 | Game 3 | Venue                 |
| ------------- | ------------------------------- | ----- | -------------------------------- | ------ | ------ | ------ | --------------------- |
| 11. September | Matthias Kiefer Gerd Pflug      | 0–2   | Masaki Furuhashi Hiroshi Yoshida | 06–21  | 05–21  |        | Jeonju Indoor Stadium |
| 12. September | Seri Chintanaseri Kaew Thuemoun | 0–2   | Masaki Furuhashi Hiroshi Yoshida | 12–21  | 13–21  |        | Hwasan Indoor Stadium |
| 13. September | Matthias Kiefer Gerd Pflug      | 0–2   | Seri Chintanaseri Kaew Thuemoun  | 06–21  | 12–21  |        | Hwasan Indoor Stadium |

#### Gruppe D
| Platz | Team                                     | Pld | W | L | MF | MA | MD | GF | GA | GD | PF  | PA  | PD  | Qualifikation |
| ----- | ---------------------------------------- | --- | - | - | -- | -- | -- | -- | -- | -- | --- | --- | --- | ------------- |
| 1     | Michael John Cox Jim Garrett             | 2   | 2 | 0 | 0  | 0  | 0  | 4  | 1  | +3 | 101 | 75  | +26 |               |
| 2     | Akira Hirota Shinjiro Matsuda            | 2   | 1 | 1 | 0  | 0  | 0  | 2  | 2  | 0  | 71  | 70  | +1  |               |
| 3     | Satish Dhondu Kudchadker Murali Mandayam | 2   | 0 | 2 | 0  | 0  | 0  | 1  | 4  | −3 | 73  | 100 | −27 |               |

| Datum         |                                          | Score |                                          | Game 1 | Game 2 | Game 3 | Venue              |
| ------------- | ---------------------------------------- | ----- | ---------------------------------------- | ------ | ------ | ------ | ------------------ |
| 11. September | Akira Hirota Shinjiro Matsuda            | 0–2   | Michael John Cox Jim Garrett             | 09–21  | 20–22  |        | Jeonju Indoor Hall |
| 13. September | Satish Dhondu Kudchadker Murali Mandayam | 1–2   | Michael John Cox Jim Garrett             | 17–21  | 21–16  | 08–21  |                    |
| 14. September | Akira Hirota Shinjiro Matsuda            | 2–0   | Satish Dhondu Kudchadker Murali Mandayam | 21–16  | 21–11  |        |                    |

### Endrunde
|  | Erste Runde | Erste Runde                            | Erste Runde | Erste Runde | Erste Runde |  |  | Zweite Runde | Zweite Runde                           | Zweite Runde                     | Zweite Runde | Zweite Runde |    |                              | Achtelfinale | Achtelfinale | Achtelfinale | Achtelfinale | Achtelfinale |
|  |             |                                        |             |             |             |  |  |              |                                        |                                  |              |              |    |                              |              |              |              |              |              |
|  |             | Pramot Khaosamang Apirat Siwapornpitak | w           | /           | o           |  |  |              |                                        |                                  |              |              |    |                              |              |              |              |              |              |
|  |             | Peter Chang Anthony Lourdes            |             |             |             |  |  |              | Pramot Khaosamang Apirat Siwapornpitak | 17                               | 16           |              |    |                              |              |              |              |              |              |
|  |             | Michael John Cox Jim Garrett           | 21          | 21          |             |  |  |              | Michael John Cox Jim Garrett           | 21                               | 21           |              |    |                              |              |              |              |              |              |
|  |             | Akira Hirota Shinjiro Matsuda          | 17          | 15          |             |  |  |              |                                        |                                  |              |              |    | Michael John Cox Jim Garrett | 21           | 18           | 21           |              |              |
|  |             | Seri Chintanaseri Kaew Thuemoun        | 19          | 5           |             |  |  |              |                                        | Masaki Furuhashi Hiroshi Yoshida | 17           | 21           | 13 |                              |              |              |              |              |              |
|  |             | Masaki Furuhashi Hiroshi Yoshida       | 21          | 21          |             |  |  |              | Masaki Furuhashi Hiroshi Yoshida       | 21                               | 21           |              |    |                              |              |              |              |              |              |
|  | 1           | Ian Brothers Kenneth Tantum            | 8           | 18          |             |  |  | 2            | Per Dabelsteen Pirachitra Surakkhaka   | 17                               | 15           |              |    |                              |              |              |              |              |              |
|  | 2           | Per Dabelsteen Pirachitra Surakkhaka   | 21          | 21          |             |  |  |              |                                        |                                  |              |              |    |                              |              |              |              |              |              |

## Damendoppel

### Setzliste
1. Elvira Richter /  Irene Sterlie (Finalisten)
2. Linda Coombes / Jan Hewett (Sieger)

### Ergebnisse
| Platz | Team                          | Pld | W | L | MF | MA | MD | GF | GA | GD | PF  | PA  | PD  |          |
| ----- | ----------------------------- | --- | - | - | -- | -- | -- | -- | -- | -- | --- | --- | --- | -------- |
| 1     | Linda Coombes Jan Hewett      | 4   | 4 | 0 | 0  | 0  | 0  | 8  | 0  | +8 | 169 | 106 | +63 | Sieger   |
| 2     | Elvira Richter Irene Sterlie  | 4   | 2 | 2 | 0  | 0  | 0  | 5  | 4  | +1 | 165 | 147 | +18 | Finalist |
| 3     | Hiromi Ayama Setsuko Yano     | 4   | 2 | 2 | 0  | 0  | 0  | 4  | 4  | 0  | 147 | 143 | +4  | Bronze   |
| 4     | Sue Awcock Mary Jenner        | 4   | 2 | 2 | 0  | 0  | 0  | 4  | 5  | −1 | 163 | 171 | −8  |          |
| 5     | Choi Kwang-ja Lee Mi-guen (H) | 4   | 0 | 4 | 0  | 0  | 0  | 0  | 8  | −8 | 91  | 168 | −77 |          |

| Datum         |                              | Score |                           | Game 1 | Game 2 | Game 3 | Venue                 |
| ------------- | ---------------------------- | ----- | ------------------------- | ------ | ------ | ------ | --------------------- |
| 11. September | Linda Coombes Jan Hewett     | 2–0   | Sue Awcock Mary Jenner    | 21–09  | 21–19  |        | Jeonju Indoor Hall    |
| 11. September | Elvira Richter Irene Sterlie | 2–0   | Choi Kwang-ja Lee Mi-guen | 21–08  | 21–09  |        | Jeonju Indoor Stadium |
| 13. September | Elvira Richter Irene Sterlie | 1–2   | Sue Awcock Mary Jenner    | 21–19  | 19–21  | 19–21  | Hwasan Indoor Stadium |
| 13. September | Hiromi Ayama Setsuko Yano    | 2–0   | Choi Kwang-ja Lee Mi-guen | 21–17  | 21–09  |        | Hwasan Indoor Stadium |
| 14. September | Elvira Richter Irene Sterlie | 2–0   | Hiromi Ayama Setsuko Yano | 21–16  | 21–11  |        | Jeonju Indoor Stadium |
| 14. September | Linda Coombes Jan Hewett     | 2–0   | Choi Kwang-ja Lee Mi-guen | 21–07  | 21–13  |        | Jeonju Indoor Stadium |
| 15. September | Linda Coombes Jan Hewett     | 2–0   | Hiromi Ayama Setsuko Yano | 22–20  | 21–16  |        | Hwasan Indoor Stadium |
| 15. September | Sue Awcock Mary Jenner       | 2–0   | Choi Kwang-ja Lee Mi-guen | 21–10  | 21–18  |        | Hwasan Indoor Stadium |
| Sep 16        | Elvira Richter Irene Sterlie | 0–2   | Linda Coombes Jan Hewett  | 14–21  | 08–21  |        | Hwasan Indoor Stadium |
| Sep 16        | Hiromi Ayama Setsuko Yano    | 2–0   | Sue Awcock Mary Jenner    | 21–16  | 21–16  |        | Hwasan Indoor Stadium |

## Mixed

### Setzliste
1. Per Dabelsteen / Irene Sterlie (Bronze)
2. Ian Brothers / Jan Hewett (Silber)
3. Kenneth Tantum / Sue Awcock (Bronze)
4. Jim Garrett / Mary Jenner (Gold)

### Gruppenphase

#### Gruppe A
| Platz | Team                           | Pld | W | L | MF | MA | MD | GF | GA | GD | PF | PA | PD  | Qualifikation |
| ----- | ------------------------------ | --- | - | - | -- | -- | -- | -- | -- | -- | -- | -- | --- | ------------- |
| 1     | Per Dabelsteen Irene Sterlie   | 2   | 2 | 0 | 0  | 0  | 0  | 4  | 1  | +3 | 95 | 76 | +19 |               |
| 2     | Michael John Cox Linda Coombes | 2   | 1 | 1 | 0  | 0  | 0  | 3  | 2  | +1 | 89 | 85 | +4  |               |
| 3     | Jung Kook-sam Won Young-ae (H) | 2   | 0 | 2 | 0  | 0  | 0  | 0  | 4  | −4 | 61 | 84 | −23 |               |

| Datum         |                                | Score |                                | Game 1 | Game 2 | Game 3 | Venue                 |
| ------------- | ------------------------------ | ----- | ------------------------------ | ------ | ------ | ------ | --------------------- |
| 11. September | Per Dabelsteen Irene Sterlie   | 2–0   | Jung Kook-sam Won Young-ae     | 21–13  | 21–16  |        | Jeonju Indoor Stadium |
| 12. September | Michael John Cox Linda Coombes | 2–0   | Jung Kook-sam Won Young-ae     | 21–14  | 21–18  |        | Hwasan Indoor Stadium |
| 13. September | Per Dabelsteen Irene Sterlie   | 2–1   | Michael John Cox Linda Coombes | 11–21  | 21–12  | 21–14  | Hwasan Indoor Stadium |

#### Gruppe B
| Platz | Team                           | Pld | W | L | MF | MA | MD | GF | GA | GD | PF | PA | PD  | Qualifikation |
| ----- | ------------------------------ | --- | - | - | -- | -- | -- | -- | -- | -- | -- | -- | --- | ------------- |
| 1     | Ian Brothers Jan Hewett        | 2   | 2 | 0 | 0  | 0  | 0  | 4  | 0  | +4 | 84 | 23 | +61 |               |
| 2     | Shin Dong-soo Lee Pan-soon (H) | 2   | 1 | 1 | 0  | 0  | 0  | 2  | 2  | 0  | 56 | 63 | −7  |               |
| 3     | Wazir Chand Goyal Usha Sharma  | 2   | 0 | 2 | 0  | 0  | 0  | 0  | 4  | −4 | 30 | 84 | −54 |               |

| Datum         |                               | Score |                               | Game 1 | Game 2 | Game 3 | Venue                 |
| ------------- | ----------------------------- | ----- | ----------------------------- | ------ | ------ | ------ | --------------------- |
| 12. September | Ian Brothers Jan Hewett       | 2–0   | Shin Dong-soo Lee Pan-soon    | 21–09  | 21–05  |        | Hwasan Indoor Stadium |
| 13. September | Wazir Chand Goyal Usha Sharma | 0–2   | Shin Dong-soo Lee Pan-soon    | 12–21  | 09–21  |        | Hwasan Indoor Stadium |
| 14. September | Ian Brothers Jan Hewett       | 2–0   | Wazir Chand Goyal Usha Sharma | 21–02  | 21–07  |        | Jeonju Indoor Stadium |

#### Gruppe C
| Platz | Team                                         | Pld | W | L | MF | MA | MD | GF | GA | GD | PF  | PA  | PD  | Qualifikation |
| ----- | -------------------------------------------- | --- | - | - | -- | -- | -- | -- | -- | -- | --- | --- | --- | ------------- |
| 1     | Kenneth Tantum Sue Awcock                    | 3   | 3 | 0 | 0  | 0  | 0  | 6  | 1  | +5 | 145 | 106 | +39 |               |
| 2     | Gerd Pflug Elvira Richter                    | 3   | 2 | 1 | 0  | 0  | 0  | 4  | 3  | +1 | 136 | 133 | +3  |               |
| 3     | Hiroshi Yoshida Hiromi Ayama                 | 3   | 1 | 2 | 0  | 0  | 0  | 4  | 4  | 0  | 156 | 137 | +19 |               |
| 4     | Satish Dhondu Kudchadker Gowramma Veeralinga | 3   | 0 | 3 | 0  | 0  | 0  | 0  | 6  | −6 | 65  | 126 | −61 |               |

| Datum         |                                              | Score |                                              | Game 1 | Game 2 | Game 3 | Venue                 |
| ------------- | -------------------------------------------- | ----- | -------------------------------------------- | ------ | ------ | ------ | --------------------- |
| 11. September | Satish Dhondu Kudchadker Gowramma Veeralinga | 0–2   | Hiroshi Yoshida Hiromi Ayama                 | 06–21  | 06–21  |        | Jeonju Indoor Stadium |
| 11. September | Kenneth Tantum Sue Awcock                    | 2–0   | Gerd Pflug Elvira Richter                    | 21–16  | 21–14  |        | Jeonju Indoor Stadium |
| 12. September | Kenneth Tantum Sue Awcock                    | 2–1   | Hiroshi Yoshida Hiromi Ayama                 | 19–21  | 21–16  | 21–15  | Hwasan Indoor Stadium |
| 12. September | Satish Dhondu Kudchadker Gowramma Veeralinga | 0–2   | Gerd Pflug Elvira Richter                    | 17–21  | 12–21  |        | Hwasan Indoor Stadium |
| 13. September | Kenneth Tantum Sue Awcock                    | 2–0   | Satish Dhondu Kudchadker Gowramma Veeralinga | 21–10  | 21–14  |        | Hwasan Indoor Stadium |
| 13. September | Hiroshi Yoshida Hiromi Ayama                 | 0–2   | Gerd Pflug Elvira Richter                    | 21–19  | 20–22  | 21–23  | Hwasan Indoor Stadium |

#### Gruppe D
| Platz | Team                                       | Pld | W | L | MF | MA | MD | GF | GA | GD | PF | PA | PD  | Qualifikation |
| ----- | ------------------------------------------ | --- | - | - | -- | -- | -- | -- | -- | -- | -- | -- | --- | ------------- |
| 1     | Jim Garrett Mary Jenner                    | 2   | 2 | 0 | 0  | 0  | 0  | 4  | 0  | +4 | 84 | 46 | +38 |               |
| 2     | Bhami Reddy Karri Sarada Devi Vedurlapalli | 2   | 0 | 2 | 0  | 0  | 0  | 0  | 4  | −4 | 31 | 84 | −53 |               |
| 3     | Masaki Furuhashi Setsuko Yano              | 2   | 1 | 1 | 0  | 0  | 0  | 2  | 2  | 0  | 72 | 57 | +15 |               |
| 4     | Shin Sang-soo Park Ei-soon (H, Z)          | 0   | 0 | 0 | 0  | 0  | 0  | 0  | 0  | 0  | 0  | 0  | 0   |               |

| Datum         |                                            | Score |                                            | Game 1 | Game 2 | Game 3 | Venue                 |
| ------------- | ------------------------------------------ | ----- | ------------------------------------------ | ------ | ------ | ------ | --------------------- |
| 12. September | Jim Garrett Mary Jenner                    | 2–0   | Masaki Furuhashi Setsuko Yano              | 21–13  | 21–17  |        | Hwasan Indoor Stadium |
| 13. September | Bhami Reddy Karri Sarada Devi Vedurlapalli | 0–2   | Masaki Furuhashi Setsuko Yano              | 09–21  | 06–21  |        | Hwasan Indoor Stadium |
| 14. September | Jim Garrett Mary Jenner                    | 2–0   | Bhami Reddy Karri Sarada Devi Vedurlapalli | 21–04  | 21–12  |        | Jeonju Indoor Stadium |

### Endrunde
|  | Erste Runde | Erste Runde                    | Erste Runde | Erste Runde | Erste Runde |  |  | Zweite Runde | Zweite Runde                 | Zweite Runde            | Zweite Runde | Zweite Runde |     |                         | Achtelfinale | Achtelfinale | Achtelfinale | Achtelfinale | Achtelfinale |
|  |             |                                |             |             |             |  |  |              |                              |                         |              |              |     |                         |              |              |              |              |              |
|  | 1           | Per Dabelsteen Irene Sterlie   | 21          | 21          |             |  |  |              |                              |                         |              |              |     |                         |              |              |              |              |              |
|  |             | Michael John Cox Linda Coombes | 15          | 15          |             |  |  | 1            | Per Dabelsteen Irene Sterlie | 13                      | 10           |              |     |                         |              |              |              |              |              |
|  | 3/4         | Jim Garrett Mary Jenner        | 21          | 21          |             |  |  | 3/4          | Jim Garrett Mary Jenner      | 21                      | 21           |              |     |                         |              |              |              |              |              |
|  |             | Gerd Pflug Elvira Richter      | 14          | 14          |             |  |  |              |                              |                         |              |              | 3/4 | Jim Garrett Mary Jenner | 20           | 21           | 21           |              |              |
|  |             | Masaki Furuhashi Setsuko Yano  | 17          | 15          |             |  |  |              | 2                            | Ian Brothers Jan Hewett | 22           | 14           | 9   |                         |              |              |              |              |              |
|  | 3/4         | Kenneth Tantum Sue Awcock      | 21          | 21          |             |  |  | 3/4          | Kenneth Tantum Sue Awcock    | 21                      | 17           | 15           |     |                         |              |              |              |              |              |
|  |             | Shin Dong-soo Lee Pan-soon     | 6           | 5           |             |  |  | 2            | Ian Brothers Jan Hewett      | 11                      | 21           | 21           |     |                         |              |              |              |              |              |
|  | 2           | Ian Brothers Jan Hewett        | 21          | 21          |             |  |  |              |                              |                         |              |              |     |                         |              |              |              |              |              |